# Bad Bayersoien
Bad Bayersoien est une commune de Bavière (Allemagne), située dans l'arrondissement de Garmisch-Partenkirchen, dans le district de Haute-Bavière.

## Cinéma
Le téléfilm Ma belle-fille est un homme (All You Need Is Love – Meine Schwiegertochter ist ein Mann), sorti en 2009 sur les écrans, a été tourné en partie dans la commune de Bad Bayersoien.